# پل عسگرآباد
پل عسگر آباد مربوط به دوره قاجار است و در شهرستان قم، بخش مرکزی، کیلومتر ۱۵ جاده تهران واقع شده است؛ و این اثر در تاریخ ۱۹ اسفند ۱۳۸۰ با شماره ثبت ۴۸۶۴ به عنوان یکی از آثار ملی ایران به ثبت رسیده است.